# Яванская бородавчатая змея
Яванская бородавчатая змея (лат. Acrochordus javanicus) — вид бородавчатых змей.
Её легко узнать по грузному телу и четырёхугольной голове. Всю жизнь она проводит в воде: в зонах с солоноватой водой у устья рек, иногда даже заплывая недалеко в море. Очень ленивое животное. Передвигаясь крайне медленно, змея может подолгу оставаться на дне; при нехватке кислорода ей достаточно выставить из воды только ноздри расположенные в верхней части рыльца. В тех редких случаях, когда яванская бородавчатая змея выбирается на сушу, она, медленно извиваясь, ползает вдоль берега реки. Кажется что её тело движется вперёд отдельно от кожи, слишком широкой и сморщенной, за что она получила еще одно название «слоновый хобот».
Питается яванская бородавчатая змея исключительно рыбой, охотясь на которую даже не двигается с места. Самки обычно гораздо крупнее самцов и могут достигать более 2 м в длину.
Среда обитания: водная. Встречается на Зондских островах, в Северной Австралии и побережье Индокитая.
Воспроизводство: живородящая.
Длина взрослой особи: 1,1—1,85 м.